# 라이프 오브 하지
라이프 오브 하지는 대한민국의 가수다. 2015년 싱글 [New Life]로 데뷔했다.

## 방송
- 쇼미더머니4 (2015) - Top24

## 공연
- 도넛맨 1st Concert 〈Into The Dawn〉 (2017)